# John Nome
John Nome, född den 2 oktober 1904 i Øyslebø, död den 23 december 1980 i Bærum, var en norsk teolog, bror till Sigurd Nome. 
Nome blev cand.theol. 1932. Han var universitetsstipendiat 1934–39, lärare vid Misjonsskolen i Stavanger 1941–45, redaktör av Vårt Land 1945–49, professor i religionsfilosofi och etik vid Menighetsfakultetet 1951–72. Han blev dr.philos. 1938 på avhandlingen Filosofisk kultur. Georg Simmel som moderne tenker och dr.theol. 1951 på avhandlingen Det moderne livsproblem hos Troeltsch og vår tid. Bland hans andra verk kan nämnas Det norske misjonsselskaps historie (2 band, 1943) och Brytningstid. Menighetsfakultetet i norsk kirkeliv (1958).